# Leobersdorfer Maschinenfabrik
Die Leobersdorfer Maschinenfabrik (LMF) ist eine alte österreichische Maschinenfabrik im niederösterreichischen Leobersdorf, die seit 2016 überwiegend im Besitz der Zhejiang Kaishan Compressor Co. Ltd. ist, einer Firma mit Sitz in Quzhou in China. Das Unternehmen wird in der Form einer GmbH geführt. Im Jahr 2012 erwirtschaftete das Unternehmen über 76 Mio. € mit 380 Mitarbeitern. Als weltweit agierendes Unternehmen hat die Firma auch auf allen Kontinenten Repräsentanzen.

## Produkte
Das Unternehmen produziert maßgeschneiderte Hochdruckkompressoren für die Erdöl-, Erdgas- und Chemieindustrie und vertreibt diese weltweit. Wesentliche Anwendungsgebiete sind:
- Seismik-Exploration auf See für die Versorgung der Luftpulser (Airguns) mit Druckluft für die Erdöl- bzw. Erdgassuche
- Dichtheitsprüfung von Erdgasleitungen
- Erdgasumpumpanlagen
- Erdgas-Tankstellensysteme
- Industrielle Anwendungen wie die Verdichtung von Gasen für den Transport in Druckluftflaschen und die Druckluftversorgung beim Blasformen (PET)
- Großanlagen mit Kompressoren nach API-Standards in der petrochemischen Industrie

## Geschichte

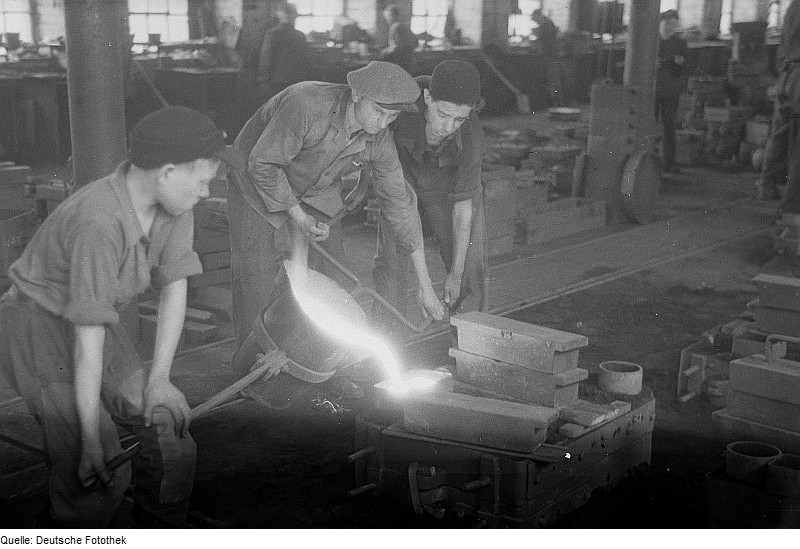
Händisches Gießen

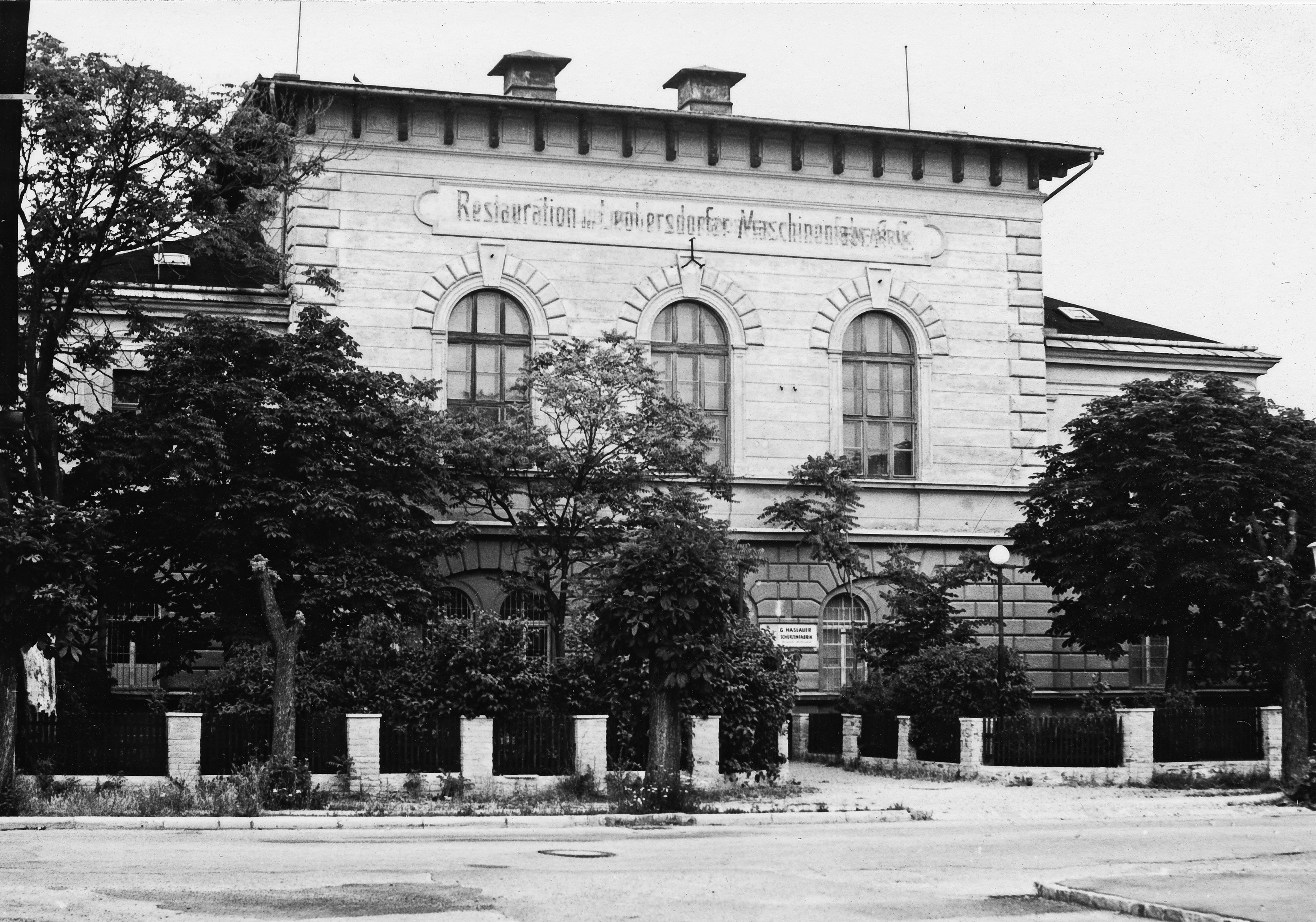
Restauration der Leobersdorfer Maschinenfabrik, Südbahnstraße 23 (Aufnahme: 1980)

### Gründung und Aufstieg
Das Unternehmen wurde 1850 in Leobersdorf gegründet. Der Gründer war Josef Berger, der ursprünglich Gussmeister der Brück’schen Eisenwerke in Fünfkirchen war. Zuerst pachtete er in Hirtenberg die Hödel’sche Gießerei und Maschinenfabrik, bevor er in unmittelbarer Nähe in Leobersdorf ein eigenes Werk mit einer Gießerei, einer Appreturwerkstätte, einem Kesselhaus und einem Beamtenhaus in den Jahren 1850 bis 1853 errichtete. Die Erstausstattung bestand aus zwei Drehkränen, zwei Kupolöfen, zwei Tiegelöfen für Bronzeguss, drei Drehbänken, fünf Schraubstöcken einer Feuerstelle und einer Dampfmaschine mit einer Leistung von 18 kW (25 PS). Noch bevor er jedoch die Produktion aufnehmen konnte verstarb er 1853, sodass seine Frau und ihr Schwager Josef Hurtz, Inhaber eines privilegierten Unternehmens für Holzvergoldung in Wien-Alsergrund sowie diverser technischer Patente, das Unternehmen übernehmen mussten. In den Jahren 1856/1857 wurde das Werk um eine mechanische Werkstätte, eine Kesselschmiede und Pferdestallungen erweitert, gegenüber der Fabrik wurde ein Beamtenhaus gebaut. Das Lieferprogramm umfasste nunmehr Rohguss, Transmissionen, Einrichtungen für Ziegelwerke, Mühlen, Zuckerfabriken, Walzwerke und Bahnbetriebe, ferner Pressen, Dampfkessel, kleine Dampfmaschinen und Geschosse für militärische Zwecke.
1859 kam Josef Hurtz († 10. Februar 1865 in Leobersdorf) als leitender Inhaber des Leobersdorfer Betriebs in den Verdacht, das Verschwinden seines Bruders, Karl, zu decken. Karl Hurtz hatte von Josef die Leitung des Wiener Unternehmens übernommen, in dessen Verkaufslokal zur Zeit des Abgehens von Karl Malversationen entdeckt wurden, für die Josef finanziell einzustehen hatte. Monate nach Karls Verschwinden wurde im galizischen Rzeszów dessen zerstückelte, in einen Reisekoffer gepackte Leiche entdeckt, für die man den Aufgabeort Wien Nordbahnhof eruieren konnte – und in weiterer Folge den betriebszugehörigen Mörder.
1871 ging das Unternehmen in den Besitz von Jakob Neumann über (1. Februar 1876: Leobersdorfer Maschinen-Fabrik und Eisengießerei J. Neumann), 1880 an den Patentinhaber aus Verbesserungen an Heißluftmotoren und Dampfkesseln Julius Hock (Julius Hock und Comp.) bzw. die Allgemeine Depositenbank und 1882 schließlich in das Eigentum des Finanziers Jakob Rappaport (1840–1886) über. Dessen Erben verkauften das Unternehmen mit etwa 200 Mitarbeitern 1887 an die ungarische Firma Ganz & Comp. unter András Mechwart.

### Tochterfirma von Ganz & Comp.

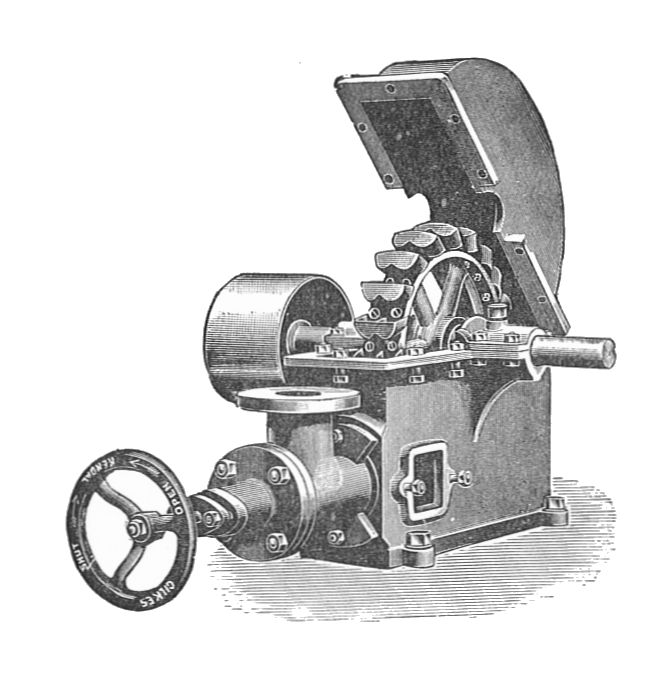
Pelton-Turbine

Mit dieser Übernahme setzte die Modernisierung und Erweiterung des Werkes ein. Vom k.u.k. Kriegsministerium wurden erste Bestellungen über Panzerkuppeln erteilt. Als neuer Erwerbszweig wurde der Bau von Wasserturbinen aufgenommen. Damit war die Leobersdorfer Maschinenfabrik die erste österreichische Turbinenfirma. Gebaut wurden hauptsächlich axial durchströmte Jonval- und Girard-Turbinen, auch kombiniert als Doppelkranzturbinen, die später von den moderneren Francis- und Pelton-Turbinen abgelöst wurden. Einige der in der Leobersdorfer Maschinenfabrik produzierten Turbinen sind heute noch am Wiener Neustädter Kanal in Betrieb zu sehen.
1889 erfolgte der Bau des zweiten Arbeiterhauses, eines Arbeiterspeisesaales und einer Badeanstalt. Weitere Zu- und Umbauten bildeten die Voraussetzung zur Fabrikation von Eisenbahnrädern. Bis 1891 fand eine deutliche Entwicklung des Standortes statt. Neue Wohngebäude für die Arbeitnehmer wurden errichtet, weiters ein Beamtenhaus, ein Meisterhaus sowie Arbeiterwohnhäuser. Ein Fabrikarzt wurde eingestellt, eine Rettungsstation, eine werkseigene Krankenkasse, eine Fabrikfeuerwehr und ein Kindergarten gegründet. Die heutige Spitalgasse in Siebenhaus, einem Ortsteil von Leobersdorf,  erinnert noch an das 1892 erbaute Arbeiterspital . 1893/94 wurde an der Südbahnstraße, Leobersdorf bzw. Siebenhaus, eine Fabrikrestauration und ein weiteres Beamtenwohnhaus errichtet.
1896/97 wird das Werk auf das rechte Ufer des Hochwassergrabens erweitert. Gleichzeitig startete die Herstellung von Hartguss-Eisenbahnrädern nach dem Vorbild der Griffin-Werke, Buffalo (USA). Ferner von Elektromotoren, Dynamos und den hierzu benötigten Schaltanlagen. Industriegeleise zwischen Werk und Bahnhof wurden verlegt und damit ein Bahnanschluss geschaffen. Zu diesem Zeitpunkt waren schon 480 Arbeiter und 100 Angestellte im Werk beschäftigt. Am 22. Dezember 1897 wurde die Südbahnstraße erstmals von der Leobersdorfer Maschinenfabrik aus elektrisch beleuchtet.

#### Dieselmotore
1896/97 kam der weltberühmte Münchener Ingenieur Rudolf Diesel vorübergehend ins Werk, um den nach ihm benannten Dieselmotor in Österreich-Ungarn einzuführen. Trotzdem kam die Grazer Waggonfabrik der LMF zuvor und erzeugte ab 1899 Dieselmotore, während in Leobersdorf erst ab 1905 solche in Serie produziert wurden. Von 1901 bis 1903 arbeitete Viktor Kaplan in der Fabrik, wo er eine verbesserte Version eines Dieselmotors konstruierte. Die LMF lieferte als erste Fabrik Dieselmotore für Schiffe der k.u.k. Kriegsmarine und besaß um 1910 eine Exportquote von 80 %.
Unter der Leitung von Ganz & Comp. verbuchte das Unternehmen einen stetigen Aufschwung und wurde im Jahr 1906 unter dem Namen Leobersdorfer Maschinenfabriks AG in eine selbstständige Aktiengesellschaft umgewandelt.  Die Aktienmehrheit hielt Ganz, die Creditanstalt und die Bodenkreditanstalt besaßen größere Aktienpakete. Waren zur Jahrhundertwende bis zu 800 Mitarbeiter in der LMF beschäftigt, so waren es kurz vor Beginn des Ersten Weltkrieges sogar 1.200. In Wien und Klagenfurt unterhielt das Unternehmen zu dieser Zeit eigene Niederlassungen.
Auch nach Ende des Ersten Weltkrieges, als Ungarn und Österreich in zwei Einzelstaaten zerfielen, blieb das Budapester Stammhaus Mehrheitseigentümer. In der Zwischenkriegszeit sank die Mitarbeiteranzahl aufgrund der schlechten Wirtschaftslager wieder auf rund 500. 1929 wurde auch das Aktienkapital im Zuge der Wirtschaftskrise auf ein Sechstel reduziert und die Niederlassung in Klagenfurt geschlossen.

### Seit 1938
Nach dem Anschluss Österreichs übernahm die deutsche Weserhütte das gesamte Aktienkapital und die Belegschaft wuchs auf 1.500 Mitarbeiter. Während des Zweiten Weltkrieges wurden Flugzeugteile für die nahegelegenen Wiener Neustädter Flugzeugwerke sowie Munition hergestellt.
Nach dem Zweiten Weltkrieg übernahm die sowjetische USIA die Verwaltung. 1946 wurden die ersten Kompressoren hergestellt. Nach dem Abschluss des Staatsvertrages wurde das Unternehmen komplett geschlossen.
Im Jahr 1956 erwarb Egon Strager das stillgelegte Fabriksgelände und verlegte seine beiden bestehenden Werke aus Wien und Vösendorf nach Leobersdorf. Strager wandelte das Unternehmen neuerlich in eine AG um und zog sich 1963 aus dem Unternehmen zurück, sein Aktienkapital übernahm Babcock & Wilcox. Auch der neue Eigentümer schaffte es nicht, die ursprüngliche Größe des Unternehmens wieder zu erreichen. Die Mitarbeiterzahl bewegte sich in den 1970er Jahren zwischen 200 und 300 Personen.
Im Jahr 2004 wurde die Leobersdorfer Maschinenfabrik von Invest Equity gekauft, nachdem sie zuvor seit 1998 im Besitz des Austro-Amerikaners Gerhard Andlinger war. Im April 2016 wurde die Leobersdorfer Maschinenfabrik über die LMF Unternehmensbeteiligungs GmbH zu 95,5 % von der chinesischen Zhejiang Kaishan Compressor Co. Ltd. übernommen.

## Technische Meilensteine
- 1887 Die Firma Ganz & Co. ist die erste österreichische Turbinenbaufirma.
- 1896/1897 Rudolf Diesel besucht das Werk, um den Dieselmotor einzuführen, fünf Jahre später werden in Leobersdorf die ersten Dieselmotore gebaut.
- 1901 Am 25. tritt Viktor Kaplan als Konstrukteur ein und arbeitet an der Verbesserung der Dieselmotoren.[16]
- 1905 Beginn der Serienproduktion von Dieselmotoren die Exportquote (außerhalb der Monarchie) liegt bei 80 %.
- 1925 Für das Bahnkraftwerk Spullersee in Vorarlberg liefert die Leobersdorfer Maschinenfabrik AG Pelton-Turbinen mit je 8.000 PS.
- 1956 Die ersten Luft- und Gaskompressoren werden gebaut.
- 1967 Bau von industriellen Öl-/Gas-Feuerungsanlagen.
- 1972 Erzeugung von Kompressoren bis 350 bar.
- 1978/1979 Bau und Lieferung der ersten Hochdruckverbundanlagen für Seismik-Exploration.
- 1983 Lieferung der ersten Erdgasbetankungsstation.
- 1985 Die ersten Prozessgaskompressoren werden am Markt eingeführt.
- 1988 LMF stellt die ersten ölfreien Kompressoren für (PET)-Anwendungen vor.
- 1993 Entwicklung von geschwindigkeitsgesteuerten Kompressoren.
- 2000 Entwicklung von Hochgeschwindigkeitsverdichtern im Boxer-Design.
- 2002 Erweiterung des Leistungsspektrums der Prozessgaskompressoren auf 3 Megawatt.
- 2003 Die bisher größten Prozessgaskompressoren B 252 werden ausgeliefert.
- 2004 Die Invest Equity kauft die LMF AG.
- 2007 Die Equita wandelt diese in eine GesmbH und Co. KG um.
- 2008 Ankauf der SMGas (CNG Kompressorenproduzent) in Buenos Aires (Argentinien).
- 2009 Die LMF beschäftigt 506 Mitarbeiter, davon 26 Lehrlinge inklusive Fremdpersonal.
- 2010 Entwicklung von „Pipeline evacuation units“
- 2010 Erweiterung des Leistungsspektrums der Prozessgaskompressoren auf 6 Megawatt.
- 2010 Das 160-jährige Bestehen der LMF wird mit einer Ausstellung gefeiert.
- 2011 Ein druckdichtes Kurbelgehäuse für Biogasanwendungen wird entwickelt
- 2012 Das Schwesterwerk in Buenos Aires muss aus wirtschaftlichen Gründen geschlossen werden.

## Persönlichkeiten
- Hans Baudisch (1881–1948), als Ingenieur und Techniker zeitweise angestellt
- Viktor Kaplan (1876–1934), als Ingenieur und Techniker zeitweise angestellt